# Die Geschichte vom Stuhl
Die Geschichte vom Stuhl ist ein kanadischer animierter Kurzfilm von Claude Jutra und Norman McLaren aus dem Jahr 1957.

## Handlung
Ein Mann erscheint lesend auf der Bühne, auf der ein Stuhl steht. Der Mann entdeckt den Stuhl und will sich setzen, doch weicht der Stuhl zurück. Mehrere Versuche, sich zu setzen, schlagen fehl und der Mann versucht schließlich, den Stuhl zu fangen. Es kommt zu einer Verfolgungsjagd und Kämpfen mit dem Stuhl und endet mit der Resignation des Mannes. Er gibt auf und setzt sich auf den Boden. Während er liest kommt der Stuhl langsam zu ihm, stupst ihn an und will seine Aufmerksamkeit. Als der Mann sie ihm verweigert, tut der Stuhl so, als würde er weinen, und bewegt sich erneut zum Mann. Der hofft auf eine Sitzgelegenheit, doch entzieht sich der Stuhl ihm erneut, als er ihm zu nahe kommt. Der Mann versucht auf verschiedene Weise, den Stuhl umzustimmen, so tanzt er mit ihm beispielsweise Tango und gibt vor, ein Kind zu sein. Am Ende bietet der Mann dem Stuhl an, sich kurz auf ihn zu setzen und der Stuhl nimmt auf dem hockenden Mann Platz. Anschließend erlaubt er ihm, ihn als Sitzmöbel zu verwenden. Der Film endet mit der Zeile „and they sit happily ever after“ („und sie saßen glücklich bis ans Ende ihrer Tage“).

## Produktion
Die Geschichte vom Stuhl wurde von Norman McLaren in Pixilation (Einzelbildschaltung) realisiert, einer Stop-Motion-Animationsform, die er selbst entwickelt und populär gemacht hatte. Beim in Schwarz-Weiß gedrehten Film wurde von McLaren und Claude Jutra Regie geführt, wobei Jutra auch als Darsteller im Film agierte. Animatorin des Films war Evelyn Lambart. Der Film wurde 1957 veröffentlicht. Der Filmtitel ist in Anlehnung an den Einleitungssatz „Once upon a time …“ („Vor langer Zeit …“) und dem Schlusssatz als Wortspiel aus A Fairy Tale (ein Märchen) und chair (Stuhl) zu verstehen.

## Auszeichnungen
Die Geschichte vom Stuhl erhielt 1958 eine Oscar-Nominierung in der Kategorie Bester Kurzfilm. Er gewann im selben Jahr einen Spezialpreis der BAFTAs sowie einen Canadian Film Award in der Kategorie Best Arts and Experimental.